# Псе-Ґлови
Псе-Ґлови (пол. Psie Głowy, нім. Hundskopf) — село в Польщі, у гміні Чаплінек Дравського повіту Західнопоморського воєводства.
Населення — 74 особи (2011).
У 1975-1998 роках село належало до Кошалінського воєводства.

## Демографія
Демографічна структура станом на 31 березня 2011 року:
|          | Загалом | Допрацездатний вік | Працездатний вік | Постпрацездатний вік |
| -------- | ------- | ------------------ | ---------------- | -------------------- |
| Чоловіки | 43      | 10                 | 31               | 2                    |
| Жінки    | 31      | 7                  | 20               | 4                    |
| Разом    | 74      | 17                 | 51               | 6                    |